# Parafisornis
El parafisornis (Paraphysornis brasiliensis) és una espècie extinta d'au no voladora geganta de la família dels forusràcids o aus terrorífiques, i única representant del gènere Paraphysornis. Habitava a la Vall del Paraíba, en el sud-est del Brasil. El seu nom comú és a causa de la seva naturalesa depredadora.

## Descripciò
La seva longitud era d'aproximadament 2 metres i el crani tenia una longitud de 60 centímetres. Va viure fa 23 milions d'anys. Els seus únics depredadors foren els fèlids del gènere Smilodon i alguns marsupials carnívors. En el Museu d'Història Natural de Taubate de Rio de Janeiro es troba exposat un esquelet gairebé complet de Paraphysornis posat en 1982 per Herculano Alvarenga.
Paraphysornis comparteix diverses característiques amb Brontornis, com ara el tarsometatars curt (només la meitat de la longitud del tibiotars) i la morfologia de les vèrtebres. Tanmateix, els dos gèneres també difereixen significativament no només en la mida. Les falanges de Paraphysornis són menys aplanades i les urpes dels dits dels peus més afilades. Els còndils tibiotars corren paral·lels a l'axis, mentre que el còndil medial del Brontornis té un angle similar al de les aus aquàtiques. A causa d'aquestes característiques compartides, Paraphysornis es considera tradicionalment un membre de Gastornitiformes juntament amb Brontornis i Physornis. No obstant això, la naturalesa d'aquest clade s'ha posat en dubte, amb alguns investigadors que argumenten que Brontornis de fet no representa un forusràcid i, en canvi, pot ser un anserimorf gastornitiforme. Tot i que l'assumpte està debatut, Agnolin va proposar el nom de Physornithinae per a un clade que conté Physornis i Paraphysornis.